# Frank Barnaby
Frank Charles Barnaby (Andover, Hampshire, 27 de septiembre de 1927-1 de agosto de 2020) fue un físico nuclear británico asesor en temas nucleares del Grupo de Investigación de Oxford (Oxford Research Group), y un  analista en materia de defensa y autor especializado en tecnología militar.

## Biografía
Formado como físico nuclear, trabajó para el Establecimiento de Armamento Atómico en Aldermaston (Inglaterra), de 1951 a 1957, para después compaginar la enseñanza en University College London (1957–1967) con un puesto en la dirección del Medical Research Council.
De 1971 a 1981, fue director del Instituto Internacional de Estudios para la Paz de Estocolmo (Stockholm International Peace Research Institute, SIPRI). En 1981, fue miembro fundador del Consejo Cultural Mundial. De 1981 a 1985, ocupó una cátedra en la Universidad Libre de Ámsterdam, hasta que ocupó la cátedra Harold Stassen Chair of International Relations en la Universidad de Minnesota en 1985.
A lo largo de su trayectoria profesional trabajó sobre el empleo pacífico del armamento nuclear y los riesgos de la carrera armamentista, para lo cual publicó diversas obras accesibles a lectores sin conocimientos científicos, siendo su trabajo más conocido Star Wars (1987). Además de las publicaciones participó en debates sobre armamento, el avance del uso de armamento nuclear e hizo hincapié en el programa nuclear de Irán y el terrorismo.
Falleció el 1 de agosto de 2020 a los noventa y dos años.

## Publicaciones

### Artículos
- (en inglés) Barnaby, Frank. «Victimless Secrets» en Bulletin of the Atomic Scientists Vol. 37, N.º 1. Enero de 1981. En Google Books.

### Libros
- Man and the Atom (Minerva, 1971)
- The Invisible Bomb (Tauris, 1989
- The Gaia Peace Atlas (Pan, 1989)
- The Automated Battlefield (Sidgwick & Jackson, 1987)
- Star Wars (Fourth Estate, 1987)
- Future Warfare (Michael Joseph, 1986)
- The Role and Control of Military Force in the 1990s (1992)
- How to Build a Nuclear Bomb (2003)
- How to Make a Nuclear Weapon and other Weapons of Mass Destruction (Granta, 2004)